# Willem van Honthorst
Willem (van) Honthorst (Utrecht, 1594 – aldaar, 19 februari 1666) was een Nederlands kunstschilder. Hij was een broer van Gerard van Honthorst.

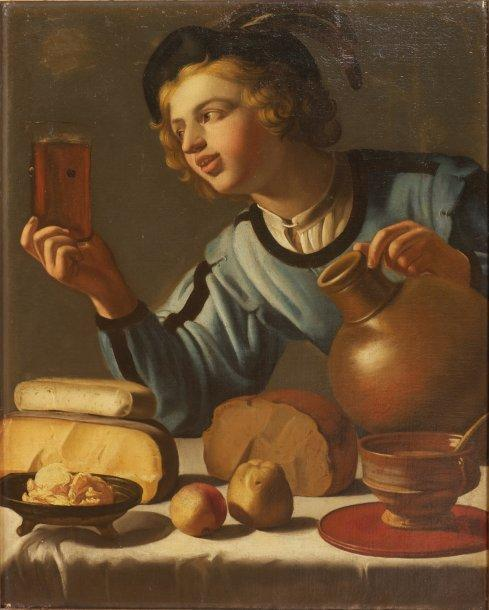
De Jonge drinker

Willem van Honthorst was een leerling van Abraham Bloemaert en van zijn vader, die decoratieschilder was. Ook zijn oudere broer droeg bij aan zijn opleiding. Hij woonde geruime tijd in Den Haag, waar hij in 1643 trouwde.
In 1646 ging hij naar Berlijn, waar hij hofschilder werd van Louise Henriëtte van Nassau, de oudste dochter van Frederik Hendrik van Oranje en Amalia van Solms en echtgenote van Frederik Willem I van Brandenburg. Hij verbleef hier tot 1664, waarna hij terugkeerde naar Utrecht. 
Zijn schilderstijl sluit geheel aan bij die van zijn broer, wat tot gevolg had dat veel van zijn werk aanvankelijk aan Gerard werd toegeschreven. Hij vervaardigde vele portretten van  vooraanstaande personen, onder wie Frederik Hendrik, Louise Henriëtte en Willem II van Oranje.